# Yonaiker Martínez
Yonaiker Javier Martínez Cravo (ur. 14 października 2002) – wenezuelski zapaśnik walczący w stylu klasycznym. 
Brązowy medalista mistrzostw panamerykańskich w 2025, a także mistrzostw panamerykańskich U-23 w 2024. Drugi na igrzyskach panamerykańskich młodzieży w 2021. Mistrz panamerykański juniorów w 2021 roku.